# Johann Grutschnigg
Johann Grutschnigg (* 3. April 1808 in Rojach; † 15. August 1861 in Spittal an der Drau) war ein österreichischer Realitätenbesitzer und Politiker.

## Leben
Grutschnigg war der Sohn des Landwirts Jakob Grutschnigg (* um 1761, † 3. Januar 1828) und dessen Ehefrau Maria geborene Gatternigg (* um 1771, † 26. Januar 1846). Er war römisch-katholischer Konfession und blieb ledig.
Er lebte als Realitätenbesitzer vulgo Wugonig in Spittal a. d. Drau.
Vom 17. Juli 1848 bis zum 4. März 1849 war er Abgeordneter im Provisorischen Kärntner Landtag für die Landgemeinden Oberkärnten 10 Spittal. Er wurde auch noch als Stellvertreter in der Kurie der Städte und Märkte für die Marktgemeinde Spittal an der Drau gewählt. 